# Zift
Zift è un film del 2008 diretto da Javor Gardev.
La pellicola è un neo-noir bulgaro, adattamento del romanzo omonimo di Vladislav Todorov.
Il termine zift deriva dall'arabo zift o dzift, che significa "asfalto", "bitume" o "pece nera", e un tempo indicava una sostanza da masticare popolare tra le gang nei bassifondi di Sofia; nello stesso film si dice anche che la parola nello slang urbano sia sinonimo di merda.

## Trama
Nella Bulgaria precedente la rivoluzione socialista del 9 settembre 1944, il giovane Lev, soprannominato "Tarma", si innamora della bella Ada, poi chiamata "Mantide". Per denaro accetta di lavorare con il losco Proiettile. I due progettano il furto di un diamante nero di proprietà del gioielliere Vlad detto Bijou. La rapina, svolta con la complicità di Ada, non va secondo i piani. Bijou reagisce e ferisce Tarma ma viene poi ucciso da Proiettile che scappa senza lasciare traccia. Tarma è così arrestato per omicidio e finisce in carcere.
Nella prigione di Sofia, Tarma fa amicizia con Van Wurst soprannominato "l'occhio" perché, a seguito di un incidente occorso in una rapina a Barcellona, ha un occhio finto. Poco prima di essere rilasciato, Van Wurst si impicca, affermando che "non c'è speranza fuori". Mentre è in prigione, Tarma viene informato da Ada che suo figlio Leonid, nato in sua assenza e mai visto, è morto di tetano.
Rilasciato anticipatamente per buona condotta nei primi anni '60, Tarma ritira i suoi abiti civili e la sua palla di bitume da masticare. Fuori non è però libero. Prelevato da un sottufficiale e da un soldato più giovane, viene interrogato e torturato da Proiettile, ora membro influente della nomenklatura comunista, che crede che Tarma abbia occultato il diamante nero durante la loro rapina. Tarma nega avanzando il dubbio che il diamante sia effettivamente esistito. Riesce quindi a scappare ma solo dopo aver bevuto del vino avvelenato con iridio offertogli da Proiettile.
Vagando ubriaco e intossicato per Sofia e cercando la sua vecchia fidanzata Ada, Tarma vede con i suoi occhi la nuova realtà socialista di cui aveva sentito parlare solo alla radio della prigione. Dopo diversi giri finisce nella chiesa di San Nicola, dove incontra il prete che lo aveva battezzato il quale gli indica dove si trova attualmente Ada, ora artista in un night club con il nome d'arte Gilda.
Trovata Ada, scopre che la stessa vive con Proiettile, ma poi ha un rapporto sessuale con lei. In seguito rivela ad Ada di sapere dove si trovi il diamante: nella bara di Bijou. Recatisi al cimitero, Tarma insiste per visitare la tomba di suo figlio. Si rende così conto che non ha mai avuto un figlio e che Ada lo ha manipolato. Nello stesso momento nota Proiettile in piedi dietro di lui. I tre si dirigono alla tomba di Bijou; mentre scava, Tarma uccide Proiettile con il suo piccone, ma viene stordito da Ada immediatamente dopo.
Tarma si risveglia nella baracca dei becchini dove si rende conto che sta per morire. Chiede il suo bitume per non morire con un alito cattivo. Strappando il bitume, Tarma svela che il diamante nero era stato nascosto al suo interno per tutti quegli anni. Ingoia il diamante e muore.